# Wilhelm Weiß (Journalist)

Wilhelm Weiß

Wilhelm Weiß (* 31. März 1892 in Stadtsteinach; † 24. Februar 1950 in Wasserburg am Inn) war ein deutscher Journalist und NS-Funktionär. In der Zeit des Nationalsozialismus war er SA-Obergruppenführer sowie von 1938 bis 1945 als Nachfolger von Alfred Rosenberg Chefredakteur des Völkischen Beobachters.
Durch seine Tätigkeit in der Presseabteilung des bayerischen Kriegsministeriums kam Weiß nach dem Ersten Weltkrieg zum Journalismus. Er engagierte sich früh in der völkischen Bewegung und wurde ein Parteigänger Adolf Hitlers. Nach der Machtergreifung 1933 organisierte Weiß die Gleichschaltung der Presse.

## Leben

### Ausbildung und Erster Weltkrieg
Nach dem Abitur am Maximiliansgymnasium in München, das er jedoch lediglich im Verlauf der Abschlussklasse besuchte, trat der Sohn des kgl. Rentamtmanns a. D. Karl Weiß 1911 als Fahnenjunker in die bayerische Armee ein. 1913 zum Leutnant befördert, wurde er 1915 während des Ersten Weltkriegs von der Fußartillerie zur Festungsfliegerabteilung Metz versetzt. Bei einem Erkundungsflug wurde Weiß als Beobachter schwer verwundet; sein linker Unterschenkel musste amputiert werden. Dennoch wurde er 1917 zum Oberleutnant befördert. 1920 wurde er im Rang eines charakterisierten Hauptmanns verabschiedet.
Als Kriegsversehrter war Weiß 1918 ins Truppenamt des bayerischen Kriegsministeriums abgeordnet worden, wo er militärische Kommentare für die Presseabteilung zu schreiben begann. Nach dem Krieg schrieb er für verschiedene Veteranen-Publikationen. Seine ersten Beiträge in der Tagespresse platzierte er in der Bayerischen Staatszeitung. Während Weiß von 1918 bis 1920 als Student an der Universität München eingeschrieben war, engagierte er sich in verschiedenen paramilitärischen Verbänden wie der Einwohnerwehr, Altreichsflagge, Bund Reichskriegsflagge, Deutsch-Völkischer Offiziersbund, Freikorps Oberland und Frontbann, wo er unter Ernst Röhm Stabsoffizier für politische Angelegenheiten war.
Als Mitglied der Landesleitung der bayerischen Einwohnerwehr übernahm Weiß 1921 die Schriftleitung der Zeitschrift Heimatland, eines bereits stark nationalsozialistisch geprägten Periodikums.

### Nationalsozialistischer Journalist

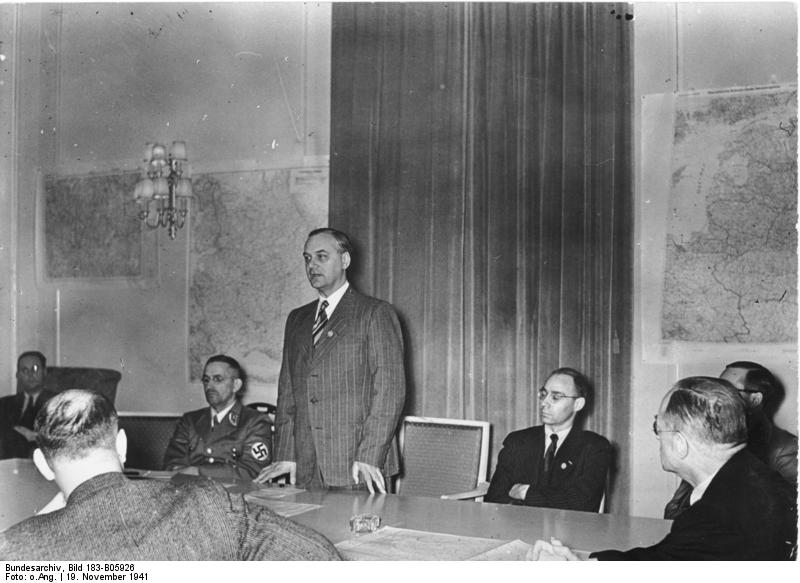
19. November 1941: Wilhelm Weiß sitzt während einer Pressekonferenz rechts neben Alfred Rosenberg, der anlässlich der öffentlichen Bekanntgabe seines neuen Amts als Ostminister an einem Tisch steht und spricht. Links neben Rosenberg sitzt dessen Vertreter Alfred Meyer.

Weiß trat 1922 der NSDAP bei. Als Geschäftsführer des Deutschen Kampfbundes, einem Zusammenschluss rechtsradikaler Verbände, verfasste er gemeinsam mit Gottfried Feder eine erste Proklamation und am 24. September 1923 das „Aktionsprogramm“, das als Ziel ausgab, durch die Polizeimacht die politische Macht zunächst in Bayern und dann im ganzen Reich zu übernehmen. Mit der Ernennung Hitlers zum politischen Führer des Kampfbundes trat er als Geschäftsführer zurück. Im Rahmen der Vorbereitung des Hitler-Ludendorff-Putsches plante Weiß die Übernahme aller Zeitungen durch bewaffnete Trupps und die Herausgabe eines Extrablattes des Völkischen Beobachters, um Propaganda machen zu können. Wohl auf Intervention des Münchner Polizeipräsidenten Ernst Pöhner  wurde der Plan am Putschtag aber nicht umgesetzt. Weiß nahm am Marsch auf die Feldherrnhalle teil.
Zwischen 1924 und 1926 gab Weiß den Völkischen Kurier heraus, ein Ersatzpresseorgan für den zwischenzeitlich verbotenen Völkischen Beobachter, und war 1926 Schriftleiter der Wochenzeitschrift Arminius, ehe er seit Januar 1927 Chef vom Dienst in der Redaktion des Völkischen Beobachters (VB) und damit Assistent Alfred Rosenbergs wurde.
Am 17. August 1927 trat Weiß der inzwischen wieder zugelassenen NSDAP erneut bei (Mitglieds-Nr. 71047). Ab 1930 gehörte er der SA und wurde gleich zum SA-Oberführer im Stabe der Obersten SA-Führung (OSAF) ernannt wurde. Dabei übernahm Weiß die Leitung des Presseamts der SA. Neben seiner Arbeit beim VB fungierte er ab 1933 zusätzlich als Chefredakteur der antisemitischen Zeitschrift Brennessel und wurde 1932 Leiter der Zentralschriftleitung des Zentralverlages der NSDAP.
Bereits 1922 war gegen Weiß auf Ersuchen des Oberreichsanwalts ermittelt worden, und der Reichskommissar für Überwachung der öffentlichen Ordnung intervenierte wegen Hetztiraden beim Münchner Polizeipräsidenten, sodass die Geschäftsräume durchsucht wurden. Wegen der Verwendung des Ausdrucks „Weimarer Judenverfassung“ in der Zeitschrift Arminius erstattete der Reichsinnenminister 1926 Strafanzeige gegen Weiß. In seiner Zeit beim Völkischen Beobachter stand Weiß bis 1932 sechsmal wegen Pressedelikten vor bayerischen Gerichten. Während der Weimarer Republik wurde Weiß zehnmal verurteilt, darunter wegen Verstößen gegen das Pressegesetz und das Republikschutzgesetz sowie wegen Verherrlichung der Ermordung Walther Rathenaus.
Mit der Übersiedlung Rosenbergs nach Berlin im Januar 1933 wurde Weiß stellvertretender und ab 1938, als Nachfolger Rosenbergs, vollwertiger Chefredakteur des VB. Von 1933 bis 1945 stand Weiß dem Reichsverband der Deutschen Presse (RDP) vor und gehörte ab März 1933 dem Reichstag (Wahlkreis Potsdam) an. 1935 ernannte ihn Joseph Goebbels zum Mitglied des Reichskultursenats.
Im Februar 1934 zum SA-Gruppenführer befördert, fungierte Weiß ab Juli desselben Jahres als Mitglied des Volksgerichtshofs. 1935 wurde er Mitglied des Reichskultursenats und 1936 Hauptamtsleiter in der Reichsleitung der NSDAP. 1937 erfolgte seine Beförderung zum SA-Obergruppenführer.
Nach NS-Ende wurde Weiß 1945 als NS-belastet festgenommen und interniert. 1949 wurde er vor einer Münchner Spruchkammer zu drei Jahren Arbeitslager, dreißigprozentigem Vermögenseinzug und zehn Jahren Berufsverbot verurteilt. Die Internierungshaft wurde dabei wie üblich auf die Zeitstrafe angerechnet. Wilhelm Weiß starb mit 57 Jahren, bevor die Entscheidung der Spruchkammer rechtskräftig wurde.